# Dornier Do R
Dimensions
Le Dornier Do R est un hydravion de ligne allemand.

## Dornier Do R4
Le Dornier Do R4 est un hydravion de ligne à coque quadrimoteur (quatre moteurs Jupiter, montés en tandem). Il était aussi utilisé comme avion postal.

## Dornier Do R2
Le Do R2 est un R4 bimoteur (deux Rolls-Royce Condor en tandem).